# Луций Випстан Попликола
Луций Випстан Попликола (на латински: Lucius Vipstanus Poplicola) e сенатор на Римската империя през 1 век.
Син е на Марк Випстан Гал (суфектконсул 18 г.) и брат на Месала Випстан Гал (суфектконсул 48 г.).
По времето на император Клавдий той става патриций. През 46 г. Випстан Попликола заедно с брат си е магистрат в Калес в Кампания. От януари до юни 48 г. той е редовен консул заедно с бъдещия император Авъл Вителий. През 58/59 г. е проконсул на провинция Азия.